# 庾传素
庾传素（9世纪—10世纪），中国五代十国时期政权前蜀官员，两度官拜宰相。

## 王建年间
庾传素生年及家世源流不详。效力前蜀开国皇帝王建，任蜀州刺史。武成三年（910年）十二月，在户部侍郎判度支任上被任为中书侍郎、同中书门下平章事，为实质宰相。
天汉元年（917年），权势宦官飞龙使唐文扆与庾传素的政治盟友司徒、判枢密院事毛文锡争权。庾传素时任左仆射兼中书侍郎、同平章事，毛文锡将要把女儿嫁给庾传素的儿子，七月，在枢密院召集亲族奏乐，但没有事先上表告知王建，王建听闻乐声，觉得奇怪，唐文扆趁机诬陷。八月，毛文锡被贬，庾传素也罢为工部尚书，而由庾传素的再从弟翰林学士承旨庾凝绩权判内枢密院事。不久庾传素又被任为兵部尚书。

## 王衍年间
光天元年（918年）六月，王建崩，子王宗衍继位，改名王衍。七月，王衍任庾传素为太子少保兼中书侍郎、同平章事，再拜为宰相。在相位无显著政绩。他和同僚宰相王锴都只顾自保，不能纠正年轻皇帝的浪费和轻率的作风。庾传素最初任蜀州刺史时，有唐兴县郎吏杨会事他甚谨，这时他就除杨会长马（长史、司马）一职以为酬劳，杨会坚辞：“我杨会的吏才远近皆知，不堪为官，宁可掩人口实。且舍弃数千家的款待而得一长马虚名，没有好处。”时人称其有识。咸康元年（925年），前蜀被东北邻国后唐魏王李继岌所攻，庾传素随王衍降唐，同光四年（926年）正月，李继岌遣凤翔节度使李继曮、客省使李严送王衍、前蜀宗族及宰相王锴、张格、庾传素、许寂、翰林学士李昊等及将佐家族数千人向东到都城洛阳。三月，到长安。庄宗正要东征平定兵变，担心王氏族党生变，遣中使向延嗣带诏书前去杀王衍，诏书称“王衍一行，并从杀戮。”诏书已盖玉玺，枢密使张居翰将“行”字改为“家”字，前蜀百官才幸免于难。六月，庾传素等到洛阳，后唐明宗宣王锴、张格、庾传素及原蜀御史中丞牛希济，各赐一韵，让他们试作蜀主降唐诗五十六字，王锴等都言及王衍僭号、荒淫、失国，只有牛希济不谤故主。庾传素被授刺史。后事及卒年不详。

## 作品

### 《木兰花》
木兰红艳多情态，不似凡花人不爱。移来孔雀槛边栽，折向凤凰钗上戴。
是何芍药争风彩，自共牡丹长作对。若教为女嫁东风，除却黄莺难匹配。

## 评价
- 《十国春秋》论曰：庾传素保位旷官（自保职位，不称职），一筹莫展，岂所云端揆（指相位）之佐哉！呜呼！择相顾可不慎邪！